# 巫山站
巫山站位于中华人民共和国重庆市巫山县，是郑渝高速铁路上的高铁站，2022年6月20日启用。

## 歷史
- 2022年6月20日启用。

## 外部連結
- 中国铁路客户服务中心 （页面存档备份，存于）